# Халстад (Минесота)
Халстад (енгл. Halstad) град је у америчкој савезној држави Минесота.

## Демографија
По попису из 2010. године број становника је 597, што је 25 (-4,0%) становника мање него 2000. године.
| Група             | 2000.       | 2010.       |
| Белци             | 540 (86,8%) | 536 (89,8%) |
| Афроамериканци    | 1 (0,2%)    | 1 (0,2%)    |
| Азијати           | 0 (0,0%)    | 0 (0,0%)    |
| Хиспаноамериканци | 63 (10,1%)  | 28 (4,7%)   |
| Укупно            | 622         | 597         |